# Ряполовский, Фёдор Семёнович Большой
Князь Фёдор Семёнович Ряполовский по прозвищу Большой (также Хрипун(ов); ум. 1498) — русский военачальник и боярин (1493) эпохи Ивана III из рода Ряполовских, ветви князей Стародубских.

## Биография
Старший сын князя Семёна Ивановича Хрипуна Ряполовского и Марии (Ирины) Ивановны Патрикеевой, дочери Ивана Юрьевича Гвоздя Патрикеева.

В ходе русско-казанской войны 1467—1469 годов выступил с ратью из Нижнего Новгорода и разбил 4 июня 1468 года в битве у Звеничева Бора казанское войско, посланное ханом Ибрагимом.
В 1487 году ходил на Казань в составе конной рати Даниила Холмского, привёз в Москву сеунч о взятии Казани. В 1493 году во время русско-литовской войны ходил на Литву из Твери.
В 1493 году пожалован в бояре. В 1495 году принимал участие в осаде Выборга.
Оставил троих сыновей: Михаила, Ивана Хилка (родоначальника Хилковых) и Ивана Татя (родоначальника Татевых).